# Insurrection du Tadjikistan
L'insurrection du Tadjikistan est un conflit post-soviétique militaire survenu dans l'est du Tadjikistan entre l'armée tadjike et des militants islamistes dirigés par de nombreux dirigeants de la guerre civile tadjike. Le conflit a débuté en 2010 et a culminé en 2012, avec la défaite des principales forces rebelles. D'autres incidents ont eu lieu en septembre 2015, lorsque l'ancien vice-ministre de la Défense Abduhalim Nazarzoda (en) a mené un soulèvement armé, soupçonné de liens avec le Parti de la renaissance islamique.

## Insurrection

### Offensive de la vallée de Racht de 2010
Le 19 septembre, plus de 25 soldats tadjiks ont été tués dans une embuscade tendue par des combattants islamistes présumés, alliés au mouvement islamique d'Ouzbékistan. Les soldats faisaient partie d'un convoi de 75 hommes traversant la vallée de Racht, dans l'est du Tadjikistan. Ils ont été pris en embuscade alors qu'ils recherchaient des membres du Mouvement islamique d'Ouzbékistan qui s'étaient évadés d'une prison à Douchanbé le 25 août. La colonne militaire a été prise en embuscade par des hommes armés vers midi, heure locale, alors qu'elle traversait la vallée montagneuse de Racht, à environ 250 km à l'est de la capitale. La colonne a subi un feu nourri de mitrailleuses et de lance-grenades, dans les montagnes d'en haut. Les premiers rapports indiquaient que 40 soldats avaient été tués, mais le ministre tadjik de la Défense a nié cela. Cinq officiers tadjiks figuraient parmi les morts. Aucun des assaillants n'aurait été tué ou blessé,.
Le 4 octobre, cinq soldats tadjiks ainsi que deux insurgés ont été tués lors d'une opération militaire dans la vallée de Racht . L'incident s'est produit lorsqu'un véhicule a été arrêté à un poste de contrôle militaire sur la route entre Garm et Douchanbé. Alors que les soldats s'approchaient de la voiture, des hommes armés ont ouvert le feu, tuant cinq d'entre eux et en blessant trois autres. Les militaires ont riposté en ouvrant le feu sur le véhicule, tuant les deux assaillants. Parmi les morts se trouvait un officier tadjik de haut rang. Pendant ce temps, des dizaines de caches d'armes lourdes, dont des lance-grenades, ainsi que de la nourriture et des médicaments, ont été découvertes dans une cachette islamiste abandonnée. Douze points de contrôle militaires ont été installés sur les routes menant de la région administrée de Racht à la capitale Douchanbé
Le 7 octobre, 28 militaires de la Garde nationale présidentielle (en) ont été tués lorsque leur hélicoptère s'est écrasé lors d'une opération dans la vallée de Racht près des villes d'Ezgand (en) et de Tavildara (en). L'hélicoptère s'est retrouvé pris dans des lignes électriques et s'est écrasé alors qu'il tentait d'atterrir, ne laissant aucun survivant. L'hélicoptère transportait des militaires de la capitale Douchanbé dans la vallée de Racht pour participer à l'opération.
Le même jour, 6 autres soldats ont été tués dans un autre incident causé par l'explosion accidentelle d'une mine
Le 18 octobre, trois insurgés présumés ont été tués par des soldats tadjiks dans la périphérie de Garm, située près de la frontière afghane lors d'une opération militaire.
Le 1er décembre, des hommes armés ont tiré et tué 3 soldats tadjiks dans le village de Dulona-Maidon dans la région de Buljuvon, à 150 kilomètres au sud-est de Douchanbé.
Le 27 décembre, 2 soldats tadjiks ont été tués lorsqu'un groupe d'une trentaine d'islamistes a tenté d'entrer au Tadjikistan depuis la frontière afghane. Après trois heures de combats, un hélicoptère de combat est arrivé, ouvrant le feu sur les intrus les forçant à se replier en Afghanistan. Les résidents locaux ont déclaré que trois soldats tadjiks avaient été tués, dont deux victimes de tirs amis depuis l'hélicoptère. L'armée tadjike affirme cependant que personne n'a été tué par des tirs amis. Plusieurs islamistes ont également été tués dans l'attaque.

### 2011
Le 4 janvier, les autorités tadjikes ont affirmé qu'Alovuddin Davlatov avait été tué avec sept autres insurgés lorsque les forces de sécurité tadjikes avaient lancé une opération spéciale conjointe sur sa cachette dans la ville de Runob.
Le 14 avril, le mollah Abdallah, un commandant clé de l'opposition, ainsi que dix autres islamistes ont été tués par des soldats tadjiks lors d'une opération de recherche de militants dans le village de Samsolid, à 135 kilomètres à l'est de Douchanbé.

### 2012
Le 21 juillet, le chef de l'agence Tadjik Intelligence a été assassiné par des insurgés dans la ville d'Ishkashim. Le gouvernement tadjik a alors lancé une opération militaire conjointe le 25 juillet dans la ville de Khorog dans le but de capturer Tolib Ayombekov, qui serait à l'origine de la tuerie du 21 juillet et de l'embuscade du 19 septembre. Plus de 800 soldats tadjiks et plusieurs hélicoptères de combat ont pris part à l'opération qui a duré une journée jusqu'à ce que le président tadjik Emomali Rahmon interrompu toutes les opérations immédiates dans la région le 25. En fin de journée, plus de 20 soldats tadjiks ont été tués et un nombre incalculable ont été blessés. On ignore le nombre exact de militants et de civils tués, mais des sources militaires ont affirmé que plus de 30 insurgés et 30 civils avaient été tués. L'opération a été considérée comme un succès, Ayombekov et son armée se rendant aux autorités tadjikes en août.

### 2015
En 2015, des affrontements massifs avec des rebelles soupçonnés d'avoir des liens avec le Parti de la Renaissance islamique du Tadjikistan ont fait 47 morts.